# فردم (كورنوال)
فردم (بالإنجليزية: Fraddam)‏ هي قرية تقع في المملكة المتحدة في كورنوال.